# Зезе, Венанс
Венанс Зезе или Зезето (фр. Venance Zézé; 17 июня 1981, Абиджан) — ивуарийский футболист, полузащитник. Сыграл 7 матчей и забил 1 гол за национальную сборную Кот-д’Ивуара.

## Биография
Зезе — выпускник футбольной академии абиджанского клуба АСЕК, в котором он начал свою профессиональную карьеру и откуда в 2000 году впервые был вызван в национальную сборную. В 2001 году перешёл в бельгийский «Беверен», который в то время делал ставку на футболистов из Кот-д’Ивуара. В сезоне 2002—2003 Зезе был одним из 11 ивуарийцев в составе «Беверена», среди которых были молодые Яя Туре, Жиль Япи Япо, Артур Бока и Эммануэль Эбуэ, впоследствии ставшие важными игроками сборной. Зезе был одним из лидеров клуба и одной из самых ярких звёзд чемпионата Бельгии. В 2003 году Зезе перешёл в «Гент» за 150 тысяч евро. Не сумев заиграть в «Генте», через год отправился в аренду ФК «Брюссель», ещё через год — обратно в «Беверен».
В 2006 году Зезе перешёл в донецкий «Металлург». Проявить себя в новой команде ивуариец не сумел — «Металлург» играл нестабильно, в команде несколько раз менялись тренеры. Лишь в начале весны 2007 года под руководством голландского специалиста Ко Адриансе Зезе показывал хороший уровень игры, при игре «Металлурга» в три нападающих он занимал позицию справа. Летом 2007 года африканец отправился в аренду в харьковский «Металлист», который усиливал состав перед своим дебютом в Кубке УЕФА, а 12 декабря Зезе подписал с харьковчанами контракт на 3,5 года.
В мае 2012 года стал игроком финского клуба «АС Оулу».
Жена — Мирей. Сын — Жуниор (2001 г.р.), дочь — Нара (2005 г.р.).

## Достижения
- Бронзовый призёр чемпионата Украины (2): 2007/08, 2008/09

## Статистика
Данные на 9 ноября 2010
| Сезон   | Клуб               | Матчи | Голы |
| ------- | ------------------ | ----- | ---- |
| 2001/02 | Беверен            | 32    | 9    |
| 2002/03 | Беверен            | 30    | 11   |
| 2003/04 | Гент               | 29    | 4    |
| 2004/05 | Брюссель           | 24    | 1    |
| 2005/06 | Беверен            | 20    | 3    |
| 2005/06 | Металлург (Донецк) | 3     | 1    |
| 2006/07 | Металлург (Донецк) | 29    | 4    |
| 2007/08 | Металлист          | 28    | 4    |
| 2008/09 | Металлист          | 14    | 1    |
| 2009/10 | Металлист          | 9     | 1    |
| 2010    | Яро                | 22    | 6    |